# Sogna ragazzo sogna
Sogna ragazzo sogna è un album del cantautore Roberto Vecchioni, pubblicato nell'aprile 1999.
Riscuote un discreto successo di vendite, arrivando fino alla 7ª posizione della classifica, e la title track diventa in breve tempo uno dei suoi brani più amati dal pubblico, comparendo regolarmente nelle principali raccolte uscite in seguito.

## Tracce
1. Sogna ragazzo sogna – 4:41
2. Vorrei essere tua madre – 4:20
3. Vedrai – 5:04
4. Canzone per Alda Merini – 5:08
5. I commedianti – 4:51
6. Alamo – 6:25
7. Incubi ricorrenti del sognatore Olsen – 4:25
8. Ho sognato di vivere – 4:47
9. Ritratto di signora in raso rosa – 4:02
10. Il più grande spettacolo del mondo – 4:02

## Formazione
- Roberto Vecchioni – voce
- Mauro Paoluzzi – chitarra acustica, chitarra elettrica
- Carlo Giardina – programmazione
- Paolo Costa – basso
- Lele Melotti – batteria
- Phil Palmer – chitarra acustica, chitarra elettrica
- Alberto Borsari – armonica
- Marco Brioschi – tromba
- Claudio Pascoli – sax
- Lola Feghaly, Lalla Francia, Silvio Pozzoli – cori